# 荒牧寅雄
荒牧 寅雄（あらまき とらお、1902年11月22日 - 1994年8月8日）は、日本の自動車技術者、実業家。いすゞ自動車社長や、同社会長、自動車技術会会長、日本兵器工業会会長などを務めた、正四位勲二等瑞宝章。

## 人物・経歴
福岡県田川郡糸田町出身。1926年横浜高等工業学校（現横浜国立大学理工学部）機械工学科卒業、東京帝国大学工学部助手。1928年東京石川島造船所入社、自動車部。1937年東京自動車工業鶴見製造所設計課長。1944年ヂーゼル自動車工業技術部次長。1946年同社取締役。1952年いすゞ自動車常務取締役。1962年同社専務取締役、自動車技術会会長。1966年藍綬褒章受章。同年からいすゞ自動車取締役副社長を務め、1970年からは代表取締役社長としてゼネラルモーターズとの提携を行った。1972年勲二等瑞宝章受章。1976年取締役会長。1980年相談役。日本自動車工業会機械設備委員長、日本機械学会理事、日本自動車連盟理事、高速道路調査会監事、日本産業車両協会理事等も歴任したが、1994年に死去し、特旨を以て位記を追賜せられ、正四位に叙された。

## 著書
- 『くるまと共に半世紀』いすず自動車 1979年
- 『たび路はるかに : 続・くるまと共に半世紀』いすゞ自動車 1981年